# Charles-François Dupuis
Charles Francois Dupuis (Trie-Chateau, Francia, 1742 - Échevannes, Francia, 1809) fue un científico y erudito francés, primero humanista, luego abogado, miembro de la Academia Francesa de Letras, y político con cargos en la Revolución Francesa. Escribió un libro sobre el origen de todos los cultos, adonde planteó que Jesucristo es una manifestación del culto solar.

## Biografía

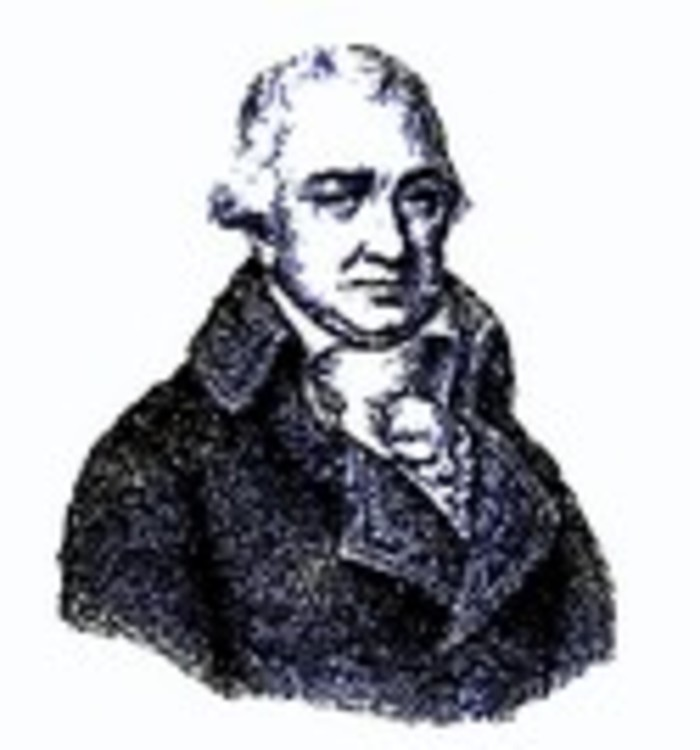
Charles Francois Dupuis, científico, humanista y erudito francés.

Charles François Dupuis, científico y erudito francés, nació en Trie-Chateau, cerca de Gisors, el 26 de octubre de 1742. Hijo de un maestro de escuela de talento precoz que fue reconocido por el duque de La Rochefoucauld que le envió al Collège d'Harcourt. En 1778, inventó un telégrafo con el que fue capaz de mantener correspondencia con su amigo Fortín de Bagneux, debiendo ser considerado como uno de los primeros inventores del telégrafo .
Fue conocido primero como un humanista, siendo nombrado en 1766 profesor de la Collège de Lisieux (con sede en París), y más tarde se convirtió en profesor de elocuencia latina en el Collège de France. Estudió la ley en su tiempo libre y se recibió como abogado en 1770. 
Se reunió con Joseph Jérôme de Lalande Lefrançois, al que asistió, interesándose en la astronomía, y con ese conocimiento inició una nueva investigación sobre la mitología, siendo llevado a proponer que los dioses de la fábula no son nada. Como los nombres de los dioses son los mismos que los de las estrellas y constelaciones, sus aventuras serían sólo expresión alegórica del curso de los astros y sus interrelaciones. Explicó este sistema ya en 1779 en el Journal des sçavans.
En 1781, publicó el libro Mémoire sur l'origine des constellations et sur l'explication de la fable par l'astronomie. Sus teorías fueron refutadas por el académico Jean Sylvain Bailly, miembro de la Academia de Ciencias y autor de la Histoire de l'Astronomie.
Fue admitido en 1788 como miembro de la Academia de las inscripciones y lenguas antiguas. En 1794 publicó su Origine de tous les Cultes, ou la Religion universelle (varios volúmenes) donde desarrolló todo su sistema. Trató de demostrar el origen común de las posiciones religiosas y astronómicas, como reflejo de la universalidad de la naturaleza humana. Un resumen de la obra publicado en 1798 le permitió llegar a un mayor número de lectores. Más tarde, en 1818, recibiría póstumamente la condena de la Santa Sede al ser incluido este tratado en el Índice de Libros Prohibidos por la Iglesia católica.
En la Revolución Francesa desarrolló un papel político: fue diputado a la Convención y el Consejo de los Quinientos. Luego del Golpe de Estado del 18 de brumario (9 de noviembre de 1799) en el que el general Napoleón Bonaparte derrocó al Directorio, sustituyéndolo por el Consulado, Charles François Dupuis llegó a ocupar fugazmente el cargo de presidente de la Asamblea Legislativa, entre el 22 de noviembre y el 7 de diciembre de 1801.
Llamó la atención de Federico el Grande, quien lo nombró secretario pero murió antes de poder asumir el cargo en Berlín. Charles-François Dupuis murió a Échevannes (Côte-d'Or), cerca de Is-sur-Tille el 29 de septiembre de 1809.
Dupuis fue acompañado en el siglo XVIII por el conde de Volney, quien también propuso a Cristo como el sol en su libro Les Ruines, ou Méditations sur les révolutions des empires (Ruinas o Meditaciones sobre las revoluciones de los imperios, 1791). En la década de 1820, el clérigo inglés Robert Taylor (1784–1844), en su The Diegesis, también atacó el cristianismo sobre la base de la mitología comparada, tratando de exponerlo como un esquema de mitos solares. En tiempos más modernos, F. J. Dolger publicó en 1925 un amplio estudio de “Cristo como el sol en la antigüedad cristiana”, mientras que el académico finés Yrjö Hirn (1870-1953), menciona a Cristo como el sol y la Virgen como una nube.

## Crítica

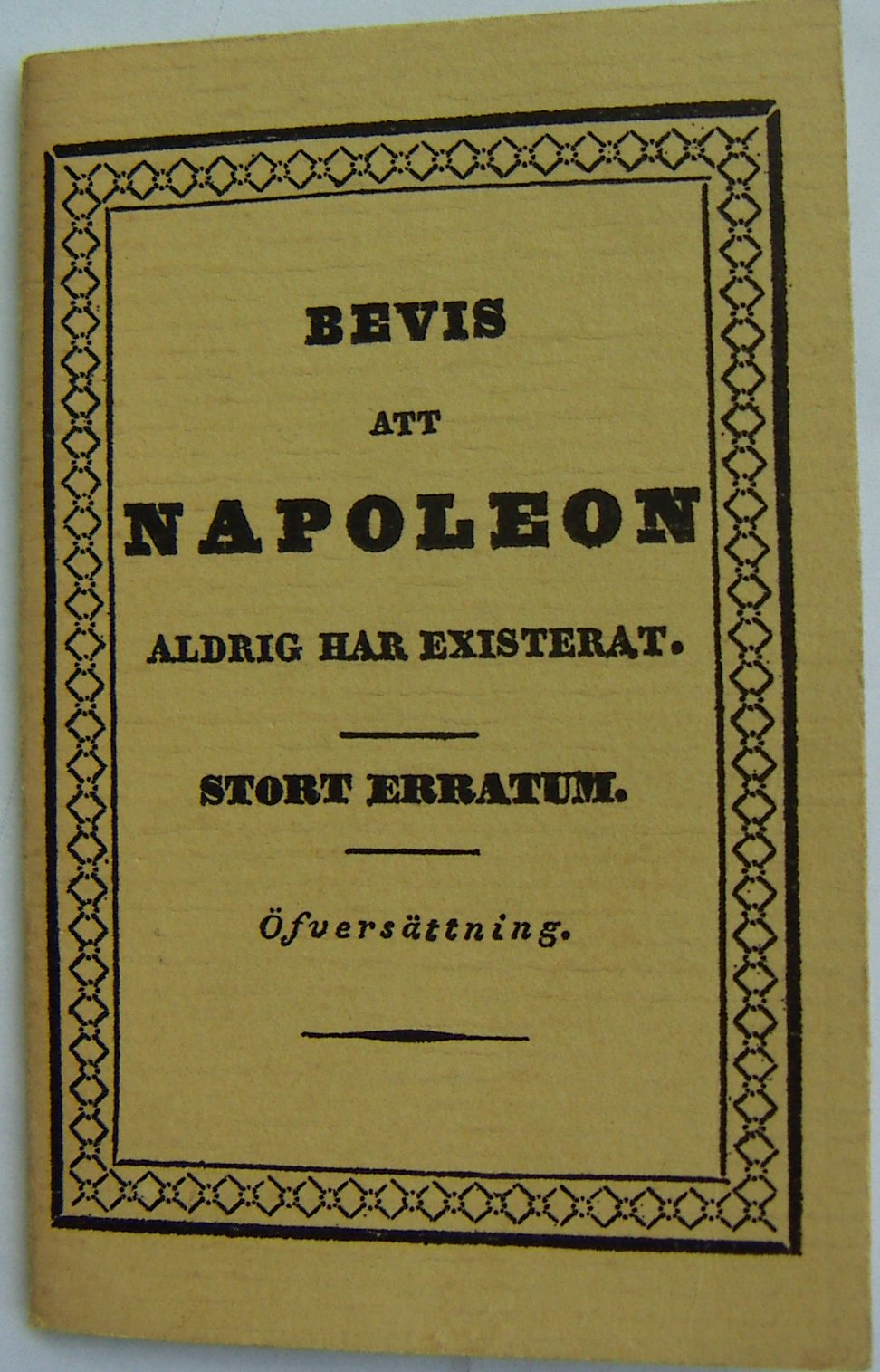
Publicación sueca del Grand Erratum, refutación satírica del trabajo de Dupuis.

En 1827 el físico y matemático Jean-Baptiste Pérès (1752–1840) redactó una refutación satírica del trabajo de Dupuis que se conoció como Grand Erratum. En paralelo con la tesis de Depuis que ponía en tela de juicio la historicidad de Jesús, cuya devoción consideraba un mero culto solar, Jean-Baptiste Pérès presentó por propuesta que Napoleón Bonaparte —muerto seis años antes de la publicación de esta sátira— nunca existió, sino que se trataba de la expresión de un antiguo mito solar. Ese trabajo, editado como folleto con el título Comme quoi Napoléon n’a jamais existé ou Grand Erratum, source d'un nombre infini d'errata à noter dans l'histoire du XIXe siècle («Como si Napoleón nunca hubiera existido o la gran errata, fuente de un número infinito de erratas a destacar en la historia del siglo XIX»), fue traducido a varios idiomas, y reeditado por Henry Ridgely Evans con una introducción de Paul Carus, con recensión favorable en The Princeton Theological Review (1906).

## Obra
- Mémoire sur l'origine des constellations et sur l'explication de la fable par le moyen de l'astronomie (1781)

- L'origine de tous les cultes, ou la réligion universelle (1794)

- Dissertation sur le zodiaque de Tentyra ou Denderah (1802)

- Mémoire explicatif du zodiaque chronologique et mythologique (1806)